# Адаменко Олег Максимович
Оле́г Максимович Ада́́менко  (* 23 листопада 1935, Воловиця, Борзнянський район, Чернігівська область) — український науковець, професор Івано-Франківського національного технічного університету нафти та газу, доктор геолого-мінералогічних наук, академік Академії екологічних наук України. Внесений до списку тисячі найвидатніших науковців світу Американського біографічного інституту. Віце-президент підкомісії з археології палеоліту Міжнародного союзу з вивчення четвертинного періоду.
Спецалізація — геоекологія.

## Нагороди і відзнаки
Лауреат Державної премії СРСР в області географії за 1978 рік за працю «Історія розвитку рельєфу Сибіру та Далекого Сходу» в 15 томах.

## Наукові та навчально-методичні праці
Монографії
- Адаменко О. М., Девяткин Е. В., Стрелков С. А. и др. Алтае-Саянская горная область. Монография 15-томной серии "История розвития рельефа Сибири и Дального Востока ". — Москва: Наука, 1969. — 416 с.
- Адаменко О. М., Долгушин И. Ю., Ермолов В. В. и др. Плоскогорья и низменности Восточной Сибири. Монография из 15-томной серии "История розвития рельефа Сибири и Дальнього Востока ". — Москва: Наука,

1971. — 320 с.
- Адаменко О. М. Мезозой и кайнозой Степного Алтая. — Новосибирск: Наука, 1974. –168 с.
- Адаменко О. М. Предалтайская впадина и проблемы формирования предгорных опусканий. — Новосибирск: Наука, 1976. — 184 с.
- Адаменко О. М., Ганешин Г. С., Гольдфарб Ю. Ф. и др. Проблемы ендогенного

рельефообразования. Монография из 15-томной серии «История розвития рельефа
Сибири и Дальнего Востока». –Москва: Наука, 1976.–452 с.
- Адаменко О. М., Волкова В. С., Волков И. А. и др. Проблемы екзогенного рельефооброзования. Книга ІІ, Монография из 15-томной серии «История розвития

рельефа Сибири и Дальнего Востока» — Москва: Наука, 1976. — 320 с.
- Замараев С. М., Адаменко О. М., Рязанов Г. В. и др. Структура и истрория развития Передбайкальского предгорного прогиба. — Москва: Наука, 1976. –136 с.
- Адаменко О. М., Гродецкая Г. Д. Антропоген Закарпатья. — Кишинев: Штиинца, 1987. — 152 с.
- Адаменко О. М., Рудько Г. И. Основы экологической геологии. –  Київ: Манускрипт, 1995. — 216 с.
- Адаменко О. М., Адаменко Я. О., Булмасов В. А. та ін. Природничі основи екологічного моніторингу Карпатського регіону. Монографія за редакцією проф. Олега Адаменка. Київ: Манускрипт,1996. — 208 с.
- Адаменко О. М., Гольберт А. В.,Осиюк В. А. и др. Четвертичная палеогеография экосистемы Нижнего и Среднего Днестра. — Киев: Феникс, 1996. — 200с.
- Адаменко О. М., Гольберт А. В., Осиюк В. А. и др. Четвертичная палегеография экосистемы Нижнего и Средного Прута. — Киев: Манускрипт, 1997. — 232 с.
- Адаменко О., Височанський В., Льотко В., Михайлів М. Альтернативні палива та інші нетрадиційні  джерела енергії: Монографія. — Івано-Франківськ: ІМЕ, 2001. — 432 с.
- Гах Й. М., Кизима Г. Г., Савич В. І., Адаменко О.М., Консевич Л. М. та ін. Гуманізм і духовність: Наукове видання. — Івано-Франківськ: ІМЕ, 2002. — 364 с.
- Лікарські рослини Івано-Франківської області (біологія, поширення, застосування, вирощування, охорона і відтворення). — Приходько М. М., Гладун Я. Д., Приходько М. М.(мол.), Адаменко О.М. та ін. — Івано-Франківськ: Таля, 2002. — 416 с., 40 стор. кольор. ілюстр.
- Адаменко О. М., Крижанівський Є. І., Нейко Є. М. та ін. Екологія міста Івано-Франківська: Сіверсія М. В., 2004. — 200 с., 44 іл.
- Адаменко Олег. Мій дім — Земля. Роман життя, науки і кохання в 4-х томах. — Івано-Франківськ: Симфонія форте, т.1, 2005. — 364 с.: мал.
- Адаменко Олег. Мій дім — Україна. Роман життя, науки і кохання в 4-х томах. — Івано-Франківськ: Симфонія форте, т.2, 2006. — 336 с. з мал.
- Адаменко О. М. Мій дім — університет. Роман життя, науки і кохання в 4-х томах. — Івано-Франківськ: Симфонія форте. — т.3. — 336 с., 215 мал.
- Адаменко О. М. Наш майбутній дім — Екоєвропа. Роман життя, науки і кохання в 4-х томах. — Івано-Франківськ: Симфонія форте, т.4, 2007. — 428 с., 184 мал.
- Рудько Г. І., Адаменко О. М. Конструктивна геоекологія: наукові основи та практичне втілення. — Чернівці: Маклаут, 2008. — 320 с.
- Рудько Г. І., Адаменко О. М. Землелогія. Еколого-ресурсна безпека Землі. — Київ: Академпрес, 2009. — 512 с.
- Вступ до медичної геології / За редакцією Г. І. Рудька, О. М. Адаменка. — Київ: Академпрес, 2010. — т.1. — 736 с.
- Вступ до медичної геології / За редакцією Г. І. Рудька, О. М. Адаменка. — Київ: Академпрес,  2010. — т.2. — 448 с.
- Україна: 20 років незалежності (автори В. І. Кафарський, Й. М. Гах, О. М. Адаменко, Л. М. Архипова та ін. — Івано-Франківськ, Надвірна: Надвірнянська друкарня, 2011. — 276 с.
- Екологічна безпека збалансування ресурсокористування в Карпатському регіоні. Монографія /О. М. Адаменко, Я. О. Адаменко, Л. М. Архипова та ін. — Івано-Франківськ: Симфонія форте, 2013. — 368 с.
- Екологічна безпека територій. Монографія /О. М. Адаменко, Я. О. Адаменко, Л. М. Архипова та ін. — Івано-Франківськ: Супрун, 2014. — 456 с.

Підручники
- Адаменко О., Рудько Г. Екологічна геологія. Допущено Міністерством освіти України. Підручник для студентів вищих навчальних закладів екологічних, геологічних, географічних спеціальностей. — Київ: Манускрипт, 1998. — 352с.
- Адаменко Олег. Соціальна екологія. Підручник для студентів екологічних спеціальностей вищих навчальних закладів. — Івано-Франківськ: ІМЕ, 1999. — 192с.
- Адаменко О. М., Рудько Г. І., Ковальчук І. П. Екологічна геоморфологія. Допущено Міністерством освіти та науки України як підручник для студентів екологічних, геологічних та географічних спеціальностей вищих навчальних закладів. — Івано-Франківськ: Факел, 2000. — 412с.
- Адаменко О. М., Приходько М. М. Регіональна екологія і природні ресурси. Підручник для студентів екологічних, географічних та геологічних спеціальностей вищих навчальних закладів. — Івано-Франківськ: Таля, 2000. — 278с.
- Адаменко О. М., Міщенко Л. В. Екологічний  аудит територій. Підручник для екологічних спеціальностей вищих навчальних закладів. — Івано-Франківськ: Факел, 2000. — 342с.
- Адаменко О. М., Височанський В. В., Льотко., Михайлів М. І. Альтернативні палива та інші нетрадиційні джерела енергії. Підручник для енергетичних і екологічних спеціальностей вищих навчальних закладів. — Івано-Франківськ: Полум'я, 2000. — 256с.
- Адаменко О. М., Коденко Я. В., Консевич Л. М., Періжок Й. І., Пилипчук О. Я. Основи екології. Підручник для вищих навчальних закладів. Івано-Франківськ: Полум'я, 2000. — 250 с.
- Адаменко О. М., Квятковський Г. Й. Екологічна геофізика. Підручник для студентів екологічних спеціальностей. Івано-Франківськ: Факел, т.1, 2000. — 254 с.
- Адаменко О. М., Квятковський Г. Й., Екологічна геофізика. Підручник для студентів екологічних спеціальностей. — Івано-Франківськ: Факел, т.2, 2000. — 246 с.
- Рудько Г. І., Адаменко О.М., Екологічний моніторинг геологічного середовища. Підручник (рішення колегії Міносвіти України № 12/2 від 27 жовтня 1999 р.). — Львів: Видавничий центр ЛНУ ім. Івана Франка, 2001. — 260 с.
- Адаменко О. М., Рудько Г. І., Консевич Л. М. Екологічне картування. Рекомендовано Міністерством освіти і науки України як підручник для студентів вищих навчальних закладів (лист № 14/18.2 — 1158

від 3.06.2002 р.). — Івано-Франківськ: ІМЕ, 2003. — 580 с.
- Адаменко О. М., Квятковський Г. Й. Екологічна геофізика. Підручник для студентів екологічних спеціальностей вищих навчальних закладів. — Івано-Франківськ: ІМЕ, 2003. — 428с.
- Боголюбов В. М., Клименко М. О., Мокін В. Б., Сафранов Т. А., Адаменко О. М. та ін. Моніторинг довкілля. Підручник / за ред. В. М. Боголюбова. — Київ: НУБ і ПУ, 2010. — 162с.
- Моніторинг довкілля. Рекомендовано Міносвіти і науки України як підручник для вищих навчальних закладів (лист № 1.4/18-Г-1800 від  24.10.2007 р.). Автори: Боголюбов В. М., Клименко М. О., Адаменко О. М. та ін. — Вінниця: ВНТУ, 2010. — 232с.
- Моніторинг довкілля. Підручник (лист № 1.4/18-Г-1800 від  24.10.2010 р.). Автори: Боголюбов В. М., Клименко М. О., Адаменко О. М. та ін. — Херсон: Грінь Д. С., 2011. — 530с.
- Геологія з основами геоморфології. Підручник для студентів екологічних і географічних спеціальностей вищих навчальних закладів (лист МОНУ № 1/11-666 від 10.02.2010 р.). Автори: Рудько Г. І., Адаменко О.М.,  Чепіжко О. В., Крочак М. Д. — Чернівці: Букрек, 2010. — 400с., іл.

Навчальні посібники
- Адаменко О. М., Квятковський Г. Й. Екологічна геофізика. Рекомендовано МОНУ як навчальний посібник для студентів вищих навчальних закладів (лист № 14/18.2-2539 від 01.12.04р.). — Івно-Франківськ: ІМЕ

«Галицька академія», 2005. — 468с.
- Адаменко О. М., Коденко Я. В., Консевич Л. М., Періжок Й. І., Пилипчук О. Я. Основи екології. Навчальний посібник, 2 видання. Київ: Центр навчальної літератури, 2005. — 320

Брошури
- Адаменко О. М. Кафедра екології. Науково-дослідний інститут екологічної безпеки і природних ресурсів. Івано-Франківськ: Симфонія форте, 2000. — 23с.
- Адаменко О. М. Каталог наукових видань і підручників кафедри екології за 1993—2000 рр. — Івано-Франківськ: Факел, 2001. — 32с.
- Адаменко Я. О., Адаменко О. М., Мандрик О. М., Зоріна Н. О., Зорін Д. О. Кафедра екології. Івано-Франківськ: Симфонія форте, 2012. — 17с.
- Адаменко О. М., Гладун Я. Д., Куліш В. В. Вступ до екологічної дендрохронології. — Івано-Франківськ: Голіней, 2014. — 24с.
- Адаменко О. М., Мандрик О. М. Територіальним громадам — про захист від катастрофічних паводків. — Івано-Франківськ: Голіней,2014. — 32с.

Атласи
- Алтайський край. Атлас. Том 1. Главное управление геодезии и картографии при  Совете Министров СССР: Москва-Барнаул, 1978. + цветние карты фармата А3 / О. М. Адаменко, Д. П. Авров, В. В. Артамохита и др. — 222с.

Словники
- Адаменко О. М., Коробченко А. А., Періжок Й. І. Екологія. Словник. — Івано-Франківськ: Факел, 2000. — 231с.